# State Farm Women's Tennis Classic 2003 - Doppio
Il doppio del torneo di tennis State Farm Women's Tennis Classic 2003, facente parte del WTA Tour 2003, ha avuto come vincitrici Kim Clijsters e Ai Sugiyama che hanno battuto in finale Lindsay Davenport e Lisa Raymond con il punteggio di 6–1, 6–4.

## Teste di serie
1. Meghann Shaughnessy /  Rennae Stubbs (semifinali)
2. Kim Clijsters /  Ai Sugiyama (campionesse)

1. Cara Black /  Liezel Huber (primo turno)
2. Janette Husárová /  Barbara Schett (primo turno)

## Tabellone

### Legenda
| - Q = Qualificato - WC = Wild card - LL = Lucky loser | - ALT = Alternate - SE = Special Exempt - PR = Protected Ranking | - w/o = Walkover - r = Ritirato - d = Squalificato |